# Piața Mihai Eminescu din Iași
Piața Mihai Eminescu (cunoscută printre localnici drept „rondul de la Fundație”) este o piață din Iași (România) situată în centrul orașului, la intersecția dintre Bulevardul Carol I, Strada Păcurari, strada Gheorghe Lascăr, strada Gavriil Musicescu, strada Alexandru Lăpușneanu, Bulevardul Independenței și strada Vasile Conta. Este parte a perimetrului special de protecție „Centrul istoric și Curtea Domnească” (cod de clasificare IS-I-s-A-03504 din Lista monumentelor istorice din județul Iași). Deși eterogenă din punct de vedere arhitectural, este valoroasă datorită numărului important de monumente istorice situate în proximitate.
Clădirea reprezentativă pentru această piață este Palatului Fundațiunii Universitare „Regele Ferdinand I”, construcție monumentală în stil neoclasic cu coloane ionice. Alte clădiri emblematice au fost demolate în perioada comunistă. Pe actualul amplasament al statuii lui Mihai Eminescu s-a aflat Monumentul Unirii, demolat în 1947 (și reconstruit ulterior în Piața Națiunii).

## Istoric

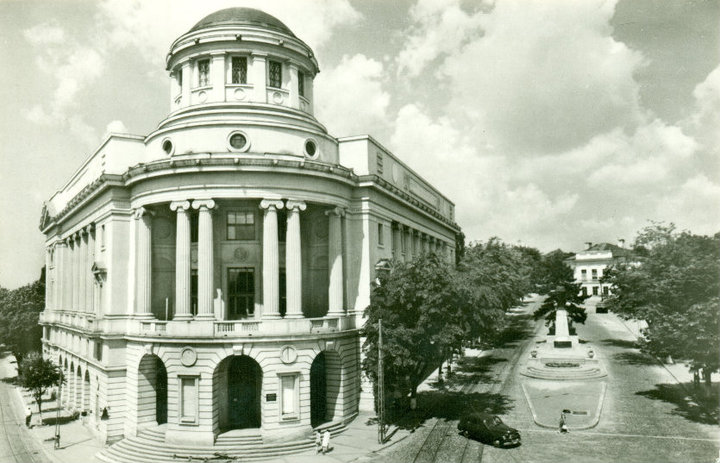
Bulevardul Copou (Carol I) cu Palatul Fundațiunii Universitare „Regele Ferdinand I” (Biblioteca Centrală Universitară) și Monumentul lui Mihai Eminescu

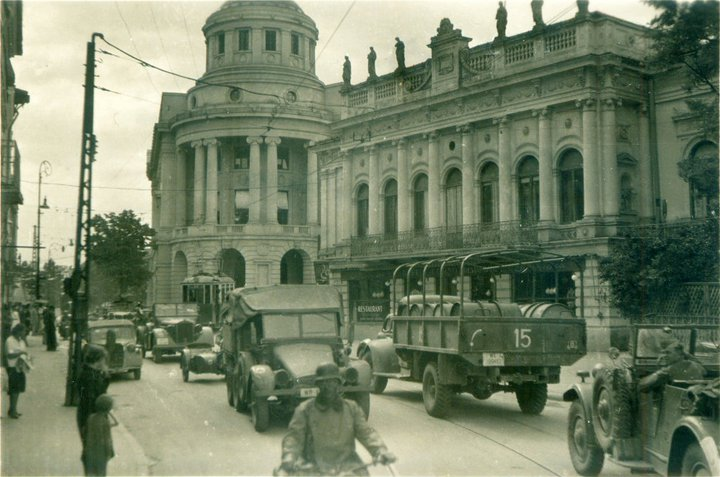
Strada Lăpușneanu (zona actualei Piețe Mihai Eminescu) cu Palatul Beldiman și sediul Fundațiunii „Regele Ferdinand I” în timpul celui de-al Doilea Război Mondial

Denumirea de „Fundație” provine de la numele clădirii Palatului Fundațiunii „Regele Ferdinand I” (actuala Bibliotecă Centrală Universitară „Mihai Eminescu”), construită în 1934. Anterior, piața era cunoscută colocvial sub denumirile de „Jockey Club” sau „Tuffli”. În perioada 1959-1980 a fost numită „Piața Tineretului” (ca urmare a construirii Casei Tineretului și Studenților în partea din nord-est, înspre strada Vasile Conta).   
Pe planurile orașului de la mijlocul secolului al XIX-lea se poate observa că în această periferie (Muntenimea Iașilor) se întâlneau mai multe străzi și ulițe (cele mai importante fiind Ulița Sârbească și Podul Verde) ce nu convergeau într-un punct comun, ceea ce genera probleme de trafic. Piața „Mihai Eminescu” a apărut ca răspuns la această problemă în timpul perioadei de sistematizare a orașului. Amenajarea – începută către sfârșitul secolului al XIX-lea – a condus la dispariția străzii Gheorghe Lazăr și a aleii Principesa Maria. Zona a fost consolidată ca urmare a construirii Esplanadei Elisabeta („Râpa Galbenă”) la începutul secolului al XX-lea. O bună parte din străzile Păcurari și Alexandru Lăpușneanu („ulița de promenadă”) au dispărut pentru a face loc actualei piețe.
Unele clădiri emblematice au fost dărmate de-a lungul timpului: Biserica „Sfântul Nicolae cel Sărac” (în 1913), Hotelul Bejan (în 1940), Palatul Beldiman/Jockey Club/cofetăria Tuffli (în 1959), Căminul Cultural Creștin (în anii '70), Palatul comercial Walter-Diamant (în 1980) etc. Demolarea Jockey Club a eliberat terenul necesar amenajării Pieței „Mihai Eminescu” în forma sa actuală. Ulterior importanța străzii Vasile Conta a început să scadă, traficul auto fiind preluat de către strada Gheorghe Dimitrov (actualul Bulevard al Independenței) – situat pe noua axă NV-SE, în prelungirea străzii Păcurari.   
Din punct de vedere arhitectural, piața rezultată este considerată a fi „prea mare, lipsită de coerență, având o arhitectură foarte eterogenă”. Eliberarea spațiului a avut totuși un efect pozitiv, anume punerea în valoare a clădirii fanion, Palatul Fundațiunii Universitare „Regele Ferdinand I”.   

## Monumente istorice

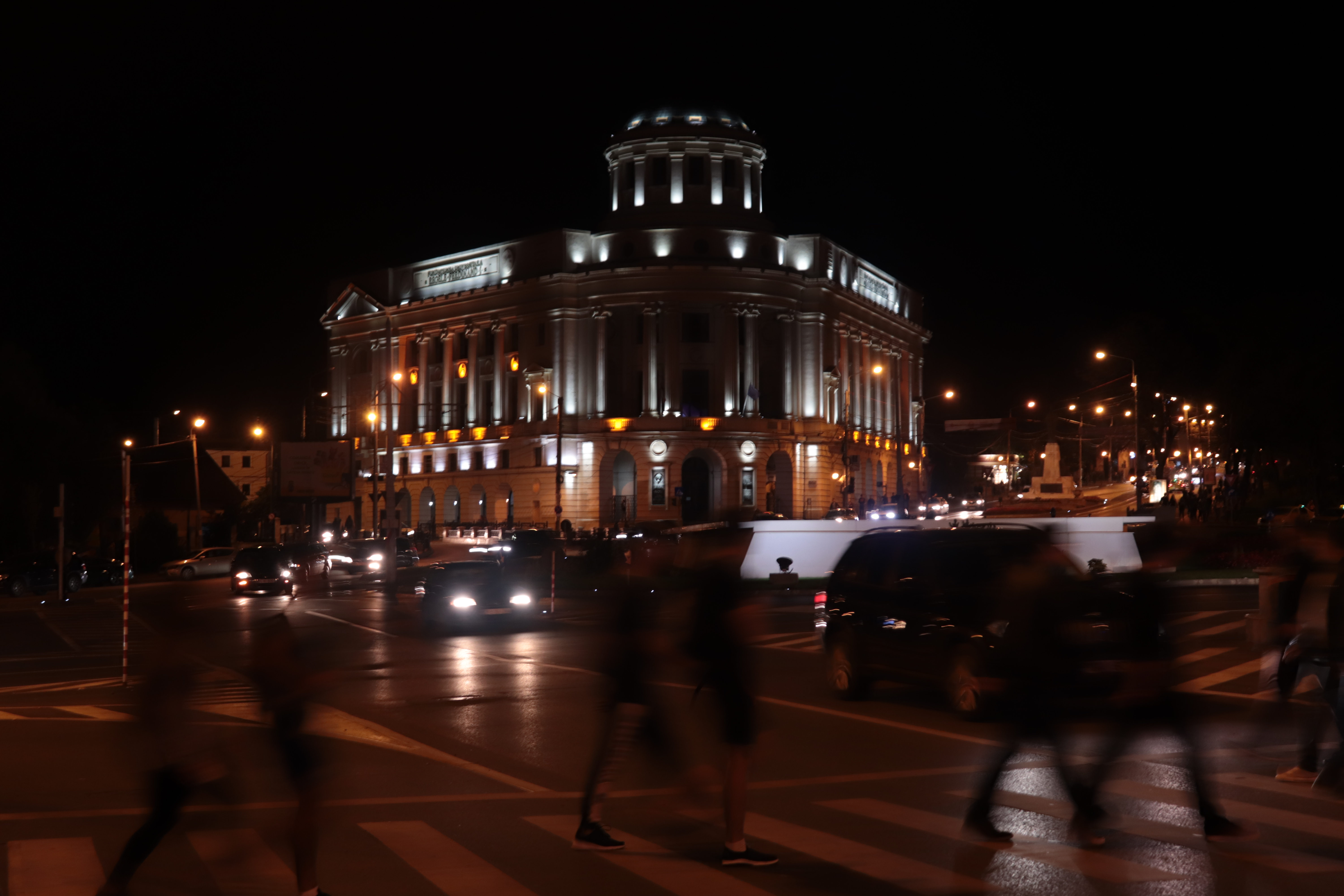
Piața Mihai Eminescu noaptea. În fundal se distinge Palatul Fundațiunii Universitare „Regele Ferdinand I” (Biblioteca Centrală Universitară)

Mai jos este prezentată o listă a monumentelor aflate în directa vecinătate a Pieței „Mihai Eminescu”:
- Casa Cantacuzino-Pașcanu (Clubul Copiilor, IS-II-m-B-03778)
- Hotelul Binder (IS-II-m-B-03814)
- Casa Savagoiu (Procuratura, IS-II-m-B-03815)
- Casa Rolla (IS-II-m-B-03816)
- Casa Ghica-Chefal (Conservatorul de Muzică, IS-II-m-B-03951)
- Palatul Fundațiunii Universitare „Regele Ferdinand I” (adăpostește Biblioteca Centrală Universitară Mihai Eminescu, IS-II-m-B-03964)
- Biserica Sfânta Paraschiva de Sus (IS-II-m-B-03965)
- Casa Canano (Închisoarea „Poarta Verde”, IS-II-m-B-03967)
- Esplanada Elisabeta (Râpa Galbenă, IS-II-m-B-04014)
- Monumentul lui Mihai Eminescu (IS-III-m-B-04282)
- Grupul Statuar al Voievozilor (IS-III-m-B-04283; IS-III-m-B-04284; IS-III-m-B-04285; IS-III-m-B-04286; IS-III-m-B-04287; IS-III-m-B-04288; IS-III-m-B-04289)

### Esplanada Elisabeta

Esplanada Elisabeta în perioada interbelică. Pe fundal se văd Hotelul Bejan (în stânga) și Căminul Cultural Creștin (în dreapta)

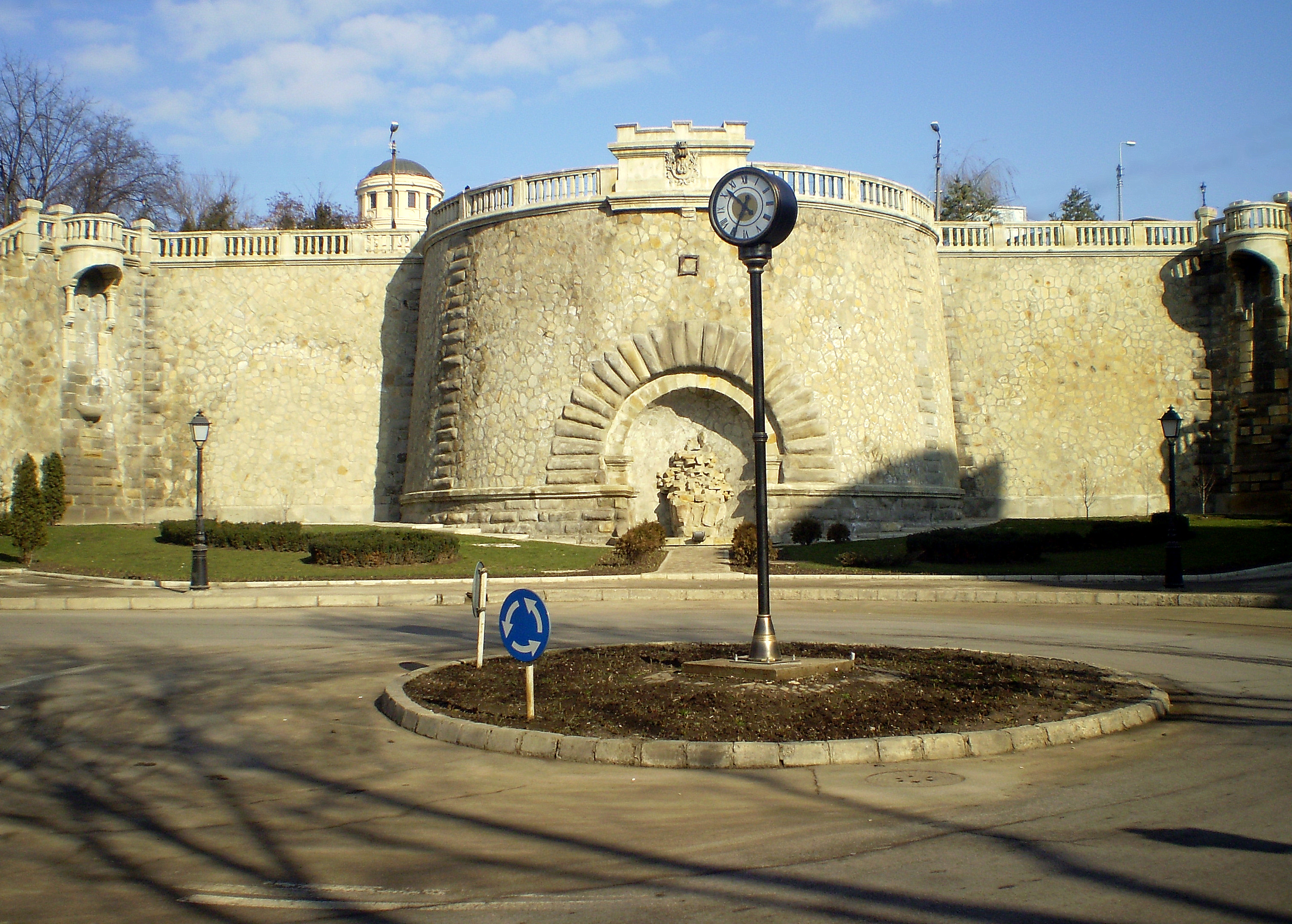
Esplanada Elisabeta în prezent. Pe fundal se vede Palatul Fundațiunii Universitare „Regele Ferdinand I” (Biblioteca Centrală Universitară)

Esplanada Elisabeta din Iași este o lucrare de amenajare publică situată în extremitatea sudică a Pieței „Mihai Eminescu” propusă spre execuție de către Nicolae Gane, primarul orașului la momentul respectiv. Ridicarea sa a avut drept scop stabilizarea „râpei galbene” de la baza dealului Copou, precum și facilitarea traficului pietonal între muntenime, gară și centrul orașului. Având o diferență de nivel importantă, construirea (compusă dintr-un corp central de formă semicirculară cu o terasă superioară încadrată de două scări monumentale în arc de cerc) și consolidările ulterioare au durat peste 25 de ani.

### Biserica Cuvioasa Parascheva de Sus
Biserica „Cuvioasa Parascheva” (de Sus) reprezintă un lăcaș de cult ortodox construit între anii 1853-1858 pe locul unei mai vechi biserici de lemn. Localizată pe strada Păcurari nr. 6, este situată de fapt în plan retras, în spatele Palatului Fundațiunii Universitare „Regele Ferdinand I” și a Institutului de Sănătate Publică și Cercetări Medicale „Mihai Ciucă”.

### Palatul Fundațiunii Universitare „Regele Ferdinand I”
Palatul Fundațiunii Universitare „Regele Ferdinand I”, este o clădire monumentală situată în Piața „Mihai Eminescu”, pe Bulevardul Carol I, la intersecția cu strada Păcurari. Clădirea a fost proiectată în stil neoclasic de către arhitectul Constantin Iotzu și construită între anii 1930-1934 de către o echipă coordonată de către inginerul Emil Prager. Scopul inițial a fost acela de a adăposti sediul și biblioteca Fundațiunii „Regele Ferdinand I”. După naționalizare, în clădire a fost mutat fondul de carte al Universității, în prezent clădirea fiind sediu al Bibliotecii Centrale Universitare „Mihai Eminescu”.

### Monumentul lui Mihai Eminescu

Vedere frontală asupra Monumentului lui Mihai Eminescu

Monumentul lui Mihai Eminescu reprezintă un grup statuar realizat de către sculptorul Ion Schmidt Faur din inițiativa Ateneului Popular din Păcurari „Toma Cozma”. Amplasat la inaugurare (în 1929) în fața Palatului Universității, la Facultatea de Litere, a fost mutat ulterior (în 1957) într-un refugiu de pe Bulevardul Copou, în laterala Palatului Fundațiunii Universitare. Statuile așezate la baza soclului simbolizează Filozofia (sau Înțelepciunea) – în partea dreaptă, respectiv Poezia (sau Iubirea) – în partea stângă.

### Casa Cantacuzino-Pașcanu
Casa „Cantacuzino-Pașcanu” a fost construită în 1840 pentru familia marelui logofăt Dumitrache Cantacuzino-Pașcanu. După ce a fost utilizată în Primul Război Mondial drept reședință de către Familia Regală (cu excepția Regelui Ferdinand) în timpul refugiului de la Iași, în 1929 clădirea a trecut în proprietatea Fundațiunii „Regele Ferdinand I”, pentru ca mai apoi să devină închisoare (în 1944), cămin studențesc (1945) sau Palat al Pionierilor/Copiilor (din 1965).

## Casa de Cultură a Studenților
Casa de Cultură a Tineretului sau Casa Tineretului (ulterior numită Casa de Cultură a Tineretului și Studenților, iar în prezent Casa de Cultură a Studenților) a fost construită între anii 1960-1962 „la inițiativa și prin contribuția organizației regionale Iași a Uniunii Tineretului Muncitoresc” și cu ajutorul studenților din anul I ai Facultății de Construcții.
Clădirea a fost ridicată pe fostul amplasament al Bisericii „Sfântul Nicolae din Deal” (sau „cel Sărac”, zidită pe la 1672), fiind retrasă în partea nordică a pieței „Mihai Eminescu” (strada Vasile Conta nr. 30). Având în vedere starea avansată de degradare, biserica a fost demolată în 1913 cu acordul Mitropoliei, în vederea reconstrucției ulterioare.   
Clădirea masivă – de tip sovietic – a fost proiectată de către arhitectul Ilie Costinescu și face notă discordantă cu clădirile istorice din apropiere. Cu o amprentă la sol de 2160 m2, suprafața încăperilor ajunge la aproximativ 5000 m2. Pentru fațadă s-a folosit marmură albă (de Ruschița) și roșie (de Moneasa). Inaugurarea a avut loc la 9 aprilie 1962, când Sfatul Popular regional a predat clădirea Ministerului Învățământului. Ulterior (în 1963), pe părțile laterale ale fațadei au fost adăugate altroreliefuri în piatră realizate de sculptorul Iftimie Bârleanu.
Mai multe personalități ale lumii literare și artistice și-au început aici activitatea: Marin Sorescu, Mircea Radu Iacoban, Cezar Ivănescu, Mihai Ursachi, Ionid Romanescu, Adi Cusin, Nichita Danilov, Ion Petru Culianu, Adrian Păduraru etc. De asemeni, grupului umoristic și de divertisment „Divertis” a debutat aici.

## Trafic auto și transport public
În prezent, aici se descarcă traficul auto de pe trei artere importante (Strada Păcurari, Bulevardul Independenței și Bulevardul Carol I) precum și o parte importantă a transportului în comun. Copoul s-a dezvoltat drept centru școlar și universitar, astfel că Piața „Mihai Eminescu” – ca poartă de intrare principală în cartier – poate fi extrem de aglomerată la orele de vârf.
Piața „Mihai Eminescu” este deservită de următoarele mijloace de transport: liniile 1, 8, 9, 13 (tramvai) și 36 (autobuz) în stația „Mihai Eminescu”, respectiv liniile de autobuz 20, 28, 36, 42, 43, 43c, 46 și 50 în stația „Piața Independenței” și 20, 43, 43c, 46 și 52 în stația „Blocuri Păcurari” (ambele aflate la o distanță de aproximativ 500 m).
Din 2014, piața este subtraversată de un pasaj rutier care degrevează „rondul de la Fundație” de traficul auto pe direcția NV-SE. Alte artere de circulație sunt străzile Gheorghe Lascăr, Gavriil Musicescu, Alexandru Lăpușneanu și Vasile Conta.   